# Eko
Eko (jap.) – w japońskim buddyzmie ofiarowanie zasług recytowane po śpiewach jednej lub kilku sutr albo dharani. Eko dosłownie oznacza "zwrot w kierunku" i jest ofiarowaniem zasług zyskanych poprzez samadhi śpiewu sutr i dharani wszystkim buddom, bodhisattwom, patriarchom oraz innym czującym istotom.